# CLC
CLC este o formație de fete înființată de CUBE Entertainment în anul 2015, formată din Seungyeon (Chang Seung-yeon), Seunghee (Oh Seung-hee), Yujin (Choi Yu-jin), Sorn, Yeeun (Jang Ye-eun), Elkie și Eunbin (Kwon Eun-bin). A debutat pe 19 martie 2015.

## Membri
- Seunghee
- Yujin
- Seungyeon
- Sorn
- Yeeun
- Elkie
- Eunbin

## Discografie

### EP-uri
- First Love (2015)
- Question (2015)
- Refresh (2016)
- High Heels (2016)
- Nu.Clear (2016)
- Chamisma
- Crystyle (2017)
- Free'sm (2017)
- Black Dress (2018)
- No.1 (2019)

### Single-uri
- Me (2019)
- Devil (2019)
- Helicopter (2020)